# Розен, Андрей Евгеньевич

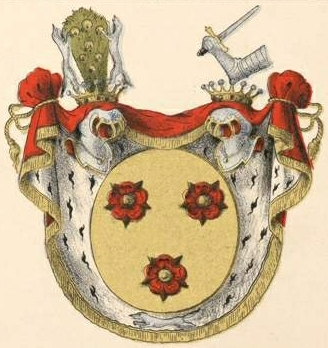
Герб баронов фон Розен.

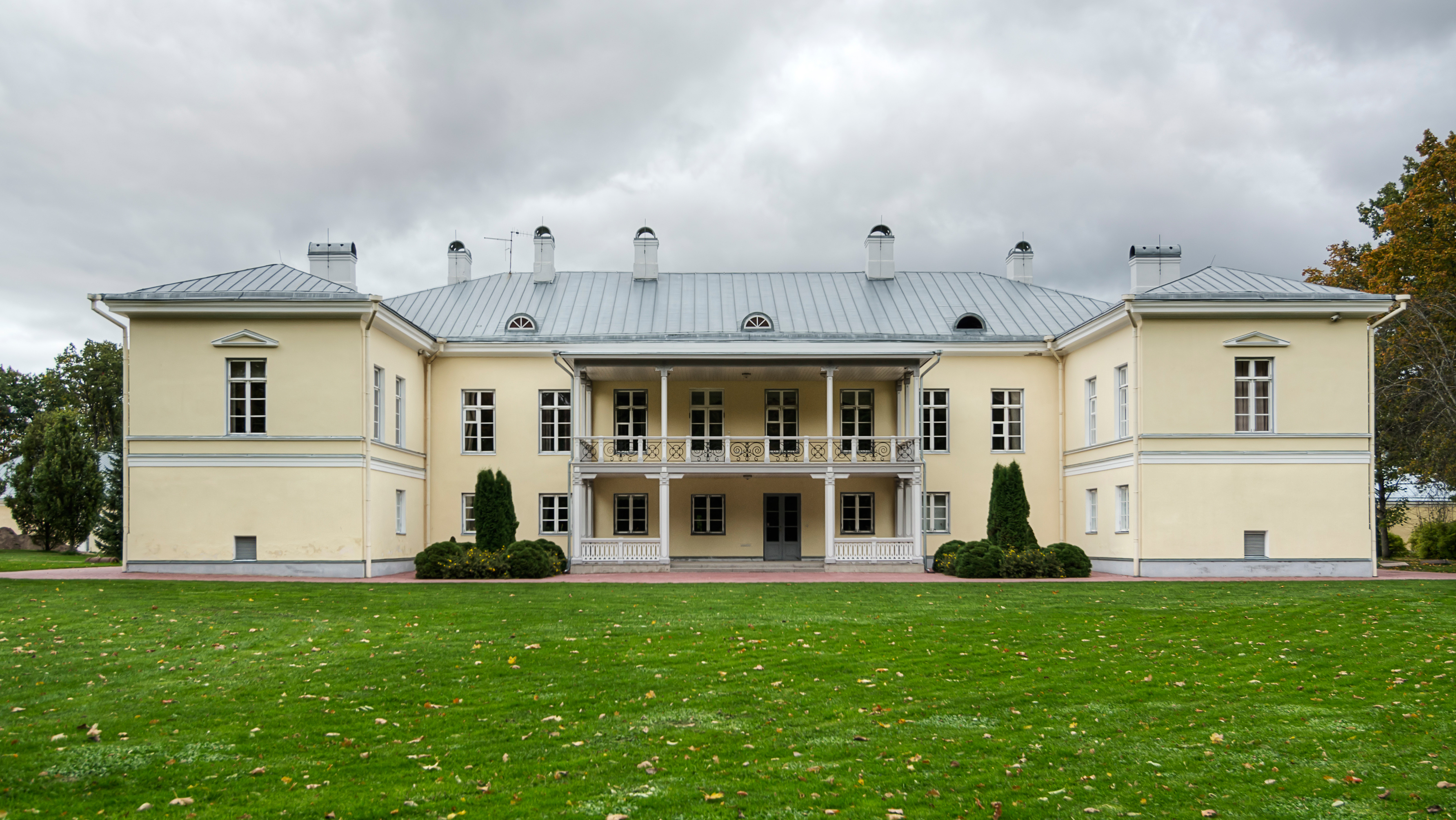
Мыза Ментак (Мяэтагузе).

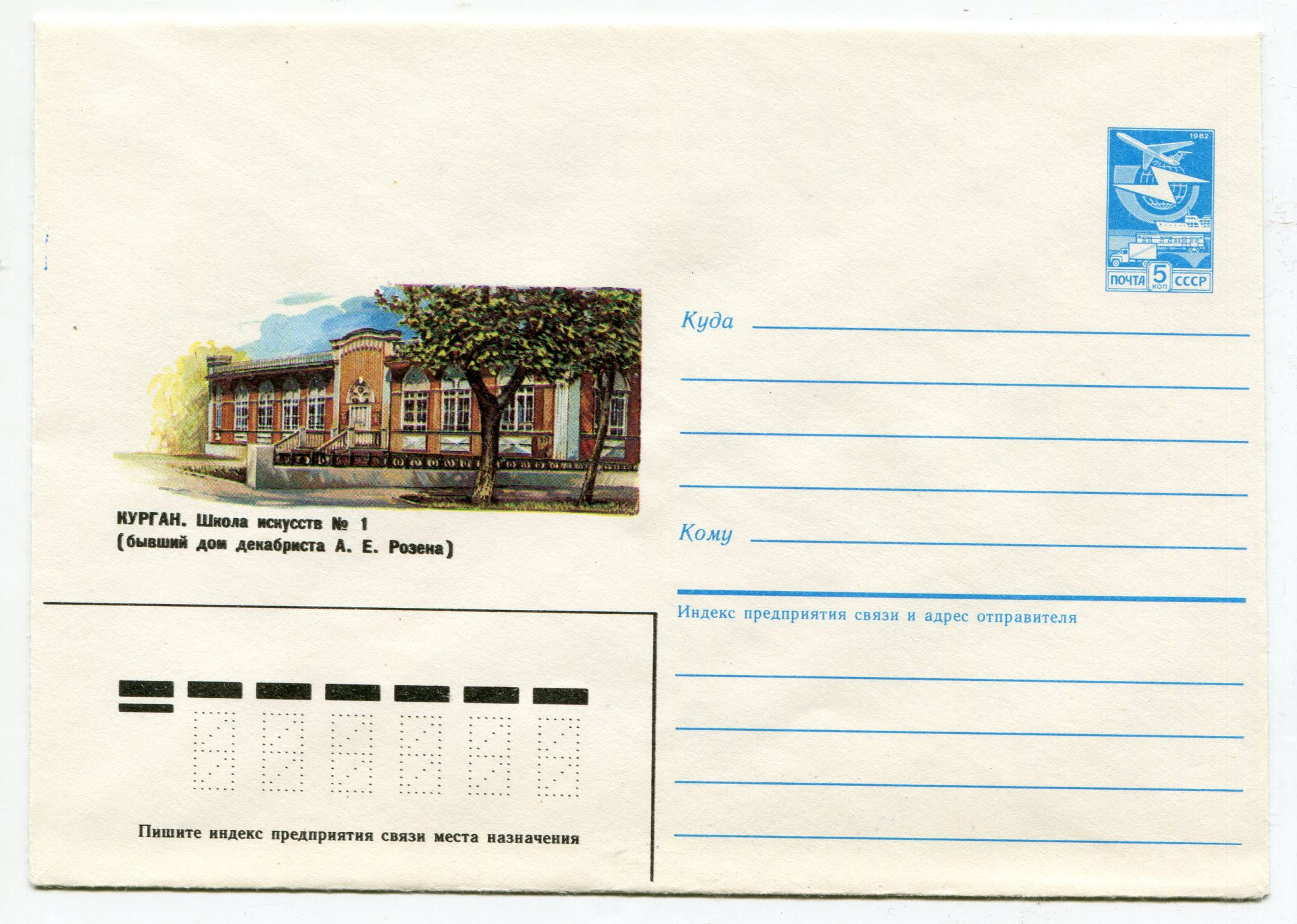
Дом А. Е. Розена в Кургане. Почтовый конверт СССР

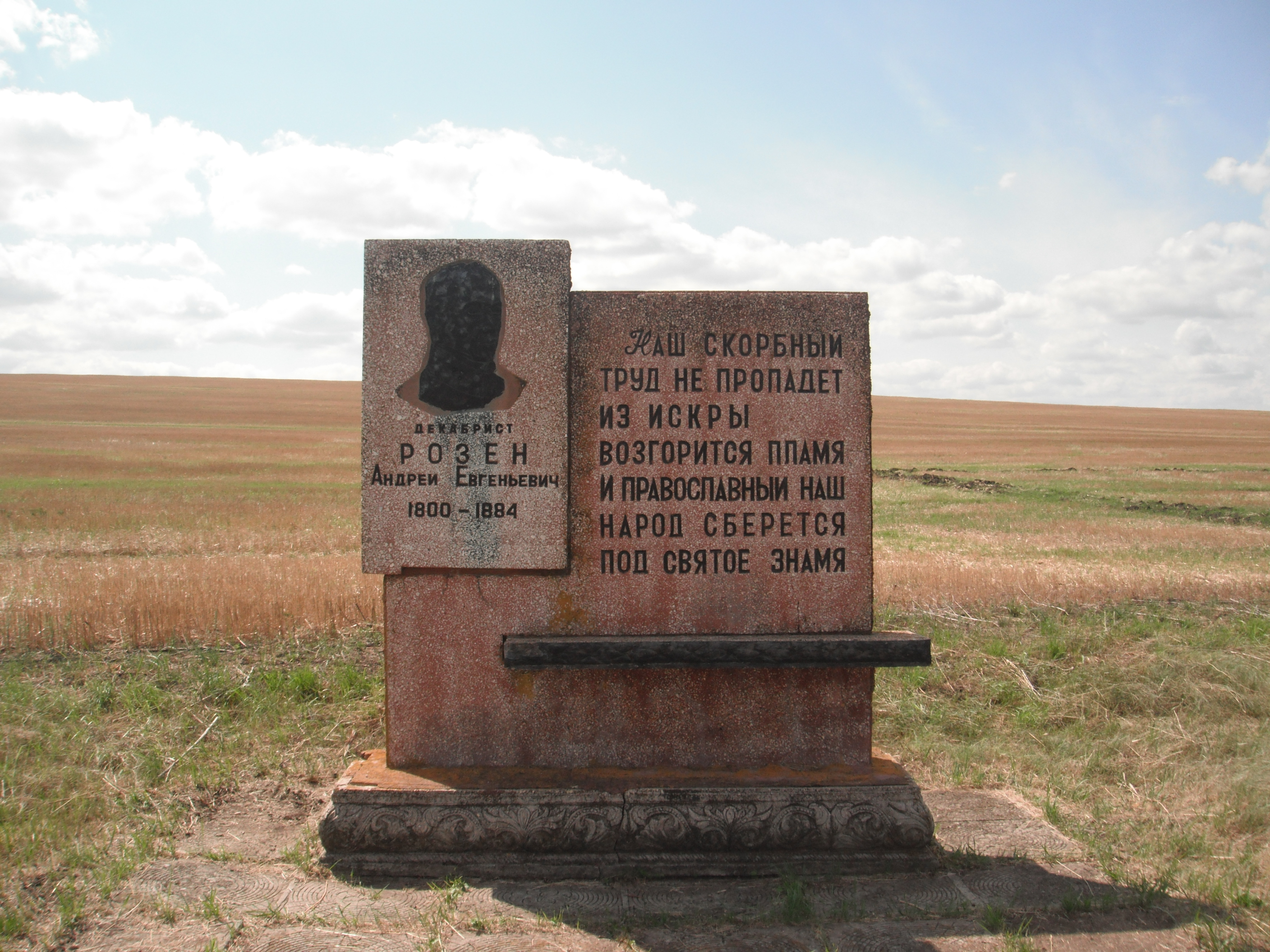
Могила А. Е. Розена в с. Окнино Харьковской области

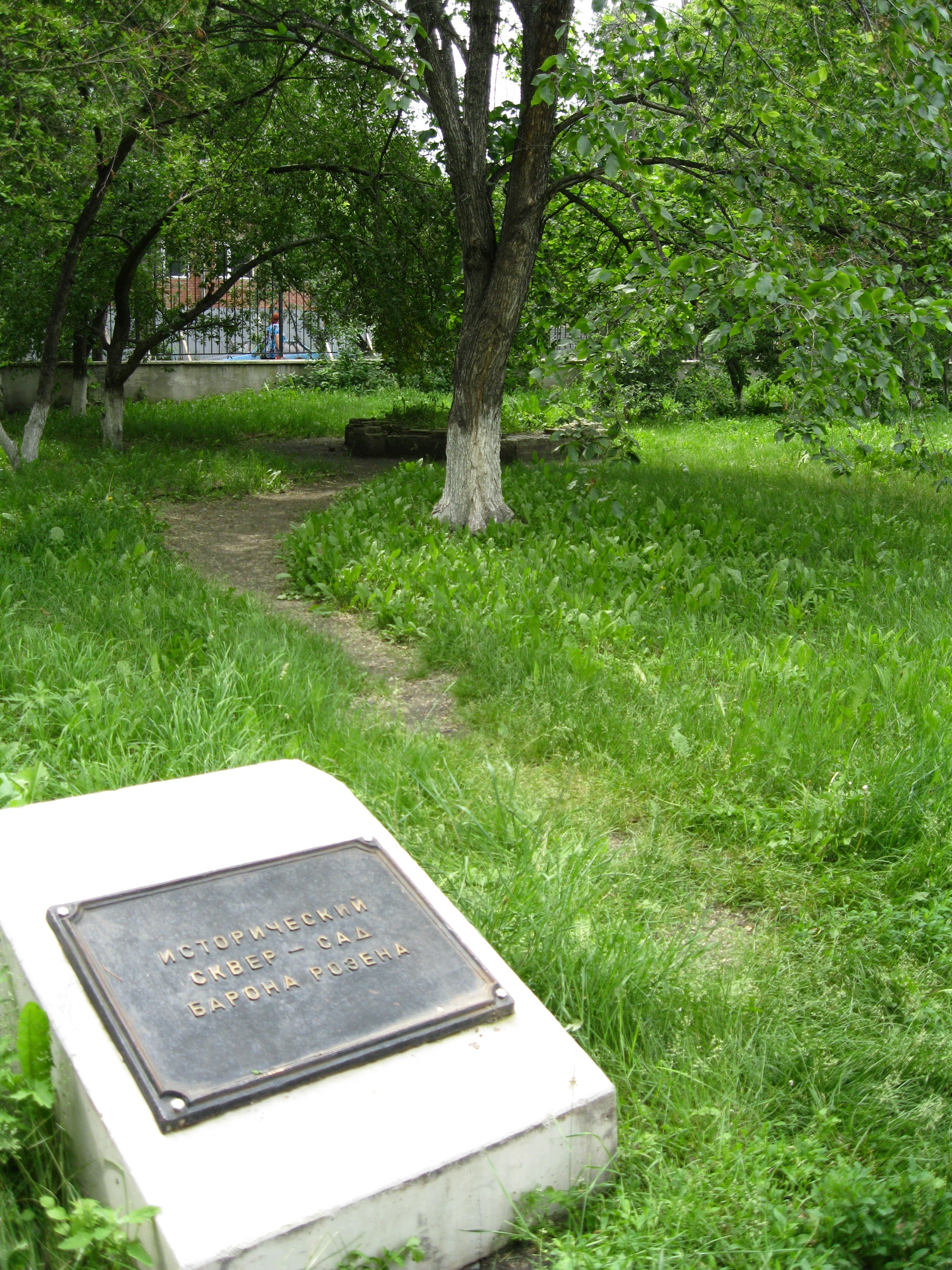
Сад барона Розена в Кургане

Барон Андре́й Евге́ньевич (фон) Ро́зен (3 [14] ноября 1799, Ментак — 19 апреля [1 мая] 1884, Окнино, Харьковская губерния) — русский военный, поручик (1823), декабрист, рядовой (1837). Автор мемуаров.

## Биография
Барон Андрей Евгеньевич фон Розен (Andreas Hermann Heinrich von Rosen) родился 3 (14) ноября 1799 года в имении рыцарская мыза Ментак Ментакской волости Везенбергского уезда Эстляндской губернии, ныне мыза Мяэтагузе входит в состав волости Алутагузе уезда Ида-Вирумаа Эстонской Республики. Из дворян Эстляндской губернии. Лютеранин. Отец — барон Евгений-Октавий фон Розен (Eugène Oktave Auguste von Rosen; 24 мая (4 июня)  1759 года — 26 января (7 февраля)  1834 года), бывший манрихтер (печатник), жил в Ревеле; за ним в Эстляндской губернии 900 душ мужского пола, которые к 1826 были проданы, и он находился в «стесненном положении»; мать — Барбара Элен Сталь фон Гольштейн (Barbara Helene Staël von Holstein; 14 (25) мая 1768 года — 18 (30) марта 1826 года).
С 1812 года воспитывался в Нарвском народном училище. В 1815 году поступил в Первый кадетский корпус, 20 апреля (2 мая)  1818 года выпущен прапорщиком в лейб-гвардии Финляндский полк. С 14 (26) февраля 1820 года подпоручик, с 7 (19) августа 1823 года поручик, С 1822 года полковой адъютант при В. Н. Шеншине.
19 апреля (1 мая)  1825 года женился на Анне Васильевне Малиновской, дочери Василия Фёдоровича Малиновского, 1-го директора Царскосельского Лицея.
Участвовал в заговоре декабристов (членом тайных обществ не был, но присутствовал на совещаниях 11 (23) декабря 1825 года и 12 (24) декабря 1825 года у Рылеева и Оболенского. 14 (26) декабря 1825 года вместе с офицерами лейб-гвардии Финляндского полка присягнул императору Николаю I. После присяги уехал домой, а оттуда поехал во дворец к назначенному выходу, но дальше Исаакиевского моста не возможно было ехать из-за большого количества народа. Розен вошёл в каре лейб-гвардии Московского полка, а оттуда поехал в свой полк, где уговорил вести полк на Сенатскую площадь. Батальон полка повели генерал-адъютант Е. Ф. Комаровский и генерал-майор Головин. Вместе с ещё не присягавшим полком пришёл на Исаакиевский мост, где было приказано зарядить ружья. Когда было приказано идти дальше, то карабинерный (или гренадерский) взвод пришёл в замешательство, а стрелковый взвод Розена, идущий позади кричал: «Стой!». Капитан Вяткин тщетно пытался убедить взвод Розена идти усмирять восстание. Когда 1-я егерская рота, находящаяся позади, хотела идти по приказу генерала Е. Ф. Комаровского, Розен остановил их. Когда унтер-офицеры Кухтиков и Степанов и ещё 4 человека хотели идти, Розен их возвратил на свои места, угрожая заколоть шпагою того, кто тронется с места. После пушечных выстрелов, когда лейб-гвардии Конный полк взошёл на мост, Розен поставил взвод в порядке параллельно мосту, левым флангом к манежу 1-го кадетского корпуса. Генерал-адъютант Бенкендорф разъяснил солдатам их заблуждения и они присягнули императору Николаю I. После присяги генерал Бенкендорф поставил батальон лейб-гвардии Финляндского полка на бивак в 1-ю линию. Розен целую ночь был в карауле на биваке.
Командир 1-го взвода Финляндского полка барон Розен скомандовал «стой», в момент, когда солдаты проходили по Исаакиевскому мосту, чтобы обойти восставшие полки. Полк весь остановился, только часть его, не дошедшая до моста, перешла по льду на Английскую набережную.В. Штейнгель. Записки // Мемуары декабристов. Северное общество, М.: МГУ, 1981
Арестован в 4 часа дня 15 (27) декабря 1825 года полковым адъютантом Грибовским по распоряжению полкового командира и отправлен к коменданту П. Я. Башуцкому. Первый допрос проводил В. В. Левашов в присутствии Николая I. С 16 (28) декабря 1825 года по 22 декабря 1825 года (3 января 1826 года) показан на полковом карауле Кавалергардского полка, 25 декабря 1825 года (6 января 1826 года) переведен на главную гауптвахту, 5 (17) января 1826 года переведен в Петропавловскую крепость «во вновь отделанный арест, покой Кронверкской куртины», 30 января (11 февраля)  1826 года показан там же в № 13.
Осужден по V разряду и по конфирмации 10 (22) июля 1826 года приговорен в каторжную работу на 10 лет, 22 августа (3 сентября)  1826 года срок сокращен до 6 лет. 5 (17) февраля 1827 года отправлен из Петропавловской крепости в Сибирь (приметы: рост 2 аршина 9 вершков, «лицо белое, чистое, продолговатое, глаза голубые, нос длинный, волосы на голове и бровях светлорусые»), 22 марта (3 апреля)  1827 года поступил в Читинский острог, прибыл в Петровский завод в сентябре 1830. Осенью 1830 года к нему приехала жена.
По отбытии срока обращен на поселение в город Курган Курганского округа Тобольской губернии. 20 июля (1 августа)  1832 года выехал из Петровского завода.
19 сентября (1 октября)  1832 года вместе с женой Анной Васильевной, сыновьями Кондратием (род. 5 (17) сентября 1831 года) и Василием (род. 29 августа (10 сентября)  1832 года) прибыл на поселение в город Курган. Здесь купил дом, занялся садоводством. При доме был довольно обширный сад с аллеей из акаций, с тенистыми берёзами и липами, цветниками. Занимался скрещиванием местных диких сортов фруктовых деревьев с культурными сортами. Выращивал также зерновые культуры, применяя собственные изобретения и устройства для облегчения труда землепашца. Делился саженцами, семенами растений с местными жителями. В настоящее время в доме Розена (г. Курган, ул. Советская, 67) находится Детская школа искусств № 1.
Находясь на поселении в Кургане, много читал, занимался литературной деятельностью. По пятницам по несколько часов проводил у Нарышкиных; в неделю в целом до трёх раз бывал у них. За время пребывания в городе у Розенов родилось ещё двое детей (Владимир, род. 24 июля (5 августа)  1834 года; Анна, род. 6 (18) сентября 1836 года). Поэтому много времени шло на уход и воспитание детей. Анна Васильевна завела хорошую домашнюю аптеку и лечила горожан, нуждавшихся в медицинской помощи.
В 1837 году, во время приезда в Курган цесаревича Александра, поэт В. А. Жуковский, находившийся в его свите, посетил дом Розенов.
По высочайшему повелению, объявленному военным министром 21 июня (3 июля)  1837 года, был определён рядовым в Отдельный Кавказский корпус. Незадолго перед отъездом сломал ногу. 6 (18) сентября 1837 он с семьёй выехал из Кургана в действующую армию. Розен передвигался на костылях, его поднимали и вынимали из повозки, при этом у него ослабло зрение. 10 (22) ноября 1837 года в сопровождении квартального надзирателя г. Кургана подпоручика Ушарова прибыл в Тифлис. Здесь встретился со своим первенцем Евгением, который приехал с тёткой, Марией Васильевной Вольховской, специально для встречи с родителями. Был зачислен в Мингрельский егерский полк (Белый Ключ). Полноценной военной службы рядовой Розен нести не мог. «Вы можете себе представить жалкого солдата на двух костылях, который не может ни служить, ни отличиться», — писал он Нарышкиной. В ответ на прошение «государь велел его, Розена, поместить в Пятигорск, где он найдет все способы лечения». В январе 1838 года переведён в 3-й линейный Кавказский батальон (Пятигорск). Начальник войск Кавказской линии генерал П. Х. Граббе ходатайствовал об увольнении Розена. Он в декабре 1825 года, находясь под следствием провел с Розеном ночь в камере на гауптвахте. Ввиду болезненного состояния 14 (26) января 1839 года Розен уволен от военной службы рядовым с дозволением проживать под строгим надзором безвыездно на родине в Эстляндской губернии в имении брата рыцарская мыза Ментак, близ Нарвы. Затем жили в имении Большая Солдина (эст. Suur-Soldina mõis), тоже близ Нарвы.
В 1855 году разрешено выехать к старшему сыну Евгению (род. 19 июня (1 июля)  1826 года) в имение Каменка Изюмского уезда Харьковской губернии. 11 (23) апреля 1855 года освобожден от надзора с запрещением въезда в столицы. Иван Васильевич Малиновский отнёсся к Андрею Розену с неприязнью. Мария Васильевна Вольховская подарила сестре Анне хутор Окнино, где Анна Васильевна с мужем прожили всю оставшуюся жизнь. Анна Розен помогала мужу в его общественных делах. Они сохранили любовь и нежную привязанность на протяжении всей жизни.
Устроил здесь сельскую школу, в которой сам преподавал, и на собственные средства открыл крестьянский банк. По амнистии 26 августа (7 сентября)  1856 года восстановлен в прежних правах. В феврале 1861 года был избран и был два трёхлетия мировым посредником Изюмского уезда. Вводил в уезде крестьянскую реформу. При посещении императрицей Марией Александровной Святогорского монастыря представлял ей первых волостных старшин.
В последние годы своей жизни А. Е. Розен был очень дружен с соседями-писателями Григорием Петровичем Данилевским и Надеждой Степановной Кохановской.
В ночь на 5 (17) сентября 1883 года двое неизвестных пытались совершить кражу и случайно разбудили барона. Он закричал и они попытались его задушить. Баронесса ударила в набатный, сторожевой колокольчик и убийцы выскочили в окна. Она видела одного в серой фуражке и в серой чамарке, бросившегося к раскрытому окну, с ружьём в руках. Прислуга нашла Розена на полу без сознания, с затянутою на шее веревкой. Грабители оставили две улики: веревку вокруг шеи барона Розена и чабанскую дубинку, киёк на полу. Полиция и суд безотлагательно и усердно принялись за свое дело. Это событие описывается по письму Андрея Розена Григорию Данилевскому, в документах архива за этот период нет ни описания самого происшествия, ни следствия по этому поводу.
Барон Андрей Евгеньевич фон Розен умер 19 апреля (1 мая) 1884 года на хуторе Окнино Стратилатовской волости Изюмского уезда Харьковской губернии. Ныне территория упразднённого хутора входит в состав Бражковского сельского совета Изюмского района Харьковской области Украины. В годы Советской власти на могиле установлен памятник с надписью: «Наш скорбный труд не пропадёт: из искры возгорится пламя, — и православный наш народ сберется под святое знамя».

## Семья
Фамилия Розен принадлежит к числу древнейших и знаменитейших фамилий Германии. Родоначальником её, по словам Изелина, был Порай (Порей, Боржей), владетель Любича, сын богемского графа Славника и родной племянник по матери Императора Генриха I, живший в X веке. Потомки Порая приняли в герб три белые розы и фамилию Розен. В начале XIII века некоторые члены этой фамилии переселились в остзейские области. Оттон Розен владел Гохрозеном и Клейн-Роопом в начале XV века. У него сын Иоанн, внуки Георг и Христиан (ум. 1518). У Георга сын Иоанн, внук Георг (ум. 1590), правнучка Кунигунда; у Христиана сын Иоанн, внук Иоанн, правнук Георг (ум. 1604), был женат на Кунигунде Розен. У Георга и Кунигунды сын Фабиан (1594—1635), внук барон Фабиан (1625—1698), правнук российский генерал-поручик и австрийский фельдмаршал-лейтенант барон Георг-Густав (1651—1737), возведен в баронство грамотой Римского императора Леопольда I 21 марта 1693 года. У барона Георга-Густава сын подполковник барон Оттон-Фабиан (1679—1764), внук барон Георг-Вольдемар (1719—?), правнук барон Евгений-Октавий (Евгений Владимирович, 1759—1834).
Мать Барбара Элен (1768—1826) происходила из баронского рода Сталь фон Гольштейн, происходящего из Вестфалии и восходящего к XII веку. Её отец Фабиан Эрнст Сталь фон Гольштейн (эст. Fabian Ernst Stael von Holstein (1727–1772)) был в 1771—1772 годах предводителем Эстляндского рыцарства, а дед Якоб Иоганн Сталь фон Гольштейн (эст. Jakob Johann Stael von Holstein) (1699—1720), майор армии герцогства Гольштейн-Готторп.
Барон Андрей Евгеньевич фон Розен 19 апреля (1 мая) 1825 года женился на Анне Васильевне Малиновской, дочери Василия Фёдоровича Малиновского, 1-го директора Царскосельского Лицея.
У Андрея Евгеньевича и Анны Васильевны было 7 детей:
- Барон Евгений Андреевич (фон) Розен (19 июня (1 июля)  1826 года—1895), штабс-ротмистр Лейб-гвардии Уланского полка
- Кондратий Андреевич Розен (5 (17) сентября 1831 года — до 1899), штабс-капитан гвардейской артиллерии
- Василий Андреевич Розен (29 августа (10 сентября)  1832 года — 1899), подполковник гвардейской Конной артиллерии
- Владимир Андреевич Розен (14 (26) июля 1834 года — до 1899), поручик
- Анна (Инна) Андреевна Боброва (6 (18) сентября 1836 года — до 1899), замужем с 1867 за коллежским советником Николаем Ионовичем Бобровым, контролёром Смоленской казённой палаты.
- Софья Андреевна Розен (3 (15) апреля 1839 года — 10 (22) апреля 1839 года, Пятигорск), прожила 7 дней и умерла от коклюша
- Андрей Андреевич Розен (7 (19) мая 1841 года — 1845), умер в детстве

## Мемуары
В 1869 году появился в Лейпциге немецкий перевод его «Записок» (хотя немецкий был родным языком Розена, но он отвык от него в Сибири и написал воспоминания по-русски), под заглавием: «Aus den Memoiren eines Russischen Dekabristen», в том же году переведённые на английский язык. Санкт-Петербургское издание 1870 г. запрещено цензурой. Русский оригинал в России при жизни автора был допущен только в извлечениях, напечатанных в «Отечественных Записках» за 1876 год, кн. 2—11, и «Биржевых Ведомостях» за 1869 г., № 269 и 274.
Полное издание в России вышло только в 1907 году под редакцией П. Е. Щёголева, в 1984 году записки Розена переизданы в Иркутске, в 2007 году — в Петербурге. Розен пишет в них о своём воспитании, первоначальной службе, последних годах царствования Александра I (о чём очень мало упоминали другие декабристы), тайных обществах, следствии и своей жизни до 1839 года.
С большим интересом встреченные людьми 1860-х годов (Николаем Некрасовым, Львом Толстым, Николаем Лесковым) и некоторыми сверстниками декабристов (Петром Вяземским), «Записки» Розена вызвали, однако, критику со стороны других оставшихся в живых участников восстания.

## Другие сочинения
С 1870 года он стал помещать статьи и воспоминания в «Русской Старине»:
- «Поправки к Запискам М. А. Бестужева» (т. II),
- «Стихотворения П. Бобрищева-Пушкина» (1871, т. III и 1873, т. IV),
- «Ник. Ник. Раевский» (1873 год, т. VII),
- «Елена Александровна Бестужева» (1874, т. IX),
- «Иван Александрович Анненков» (1878, т. XXII),
- «Декабрист», заметка (1881, т. XXX),
- «П. Фаленберг, рассказ из эпохи 1826 года» (1883, т. XXXVIII),
- «M. H. Муравьев и его участие в тайном обществе» (1883, т. XLI),
- «Декабристы на Кавказе» (1884, № 2),
- «П. И. Пестель» (1884, № 4).

Отдельно издан им «Очерк фамильной истории баронов фон Розен» (СПб., 1876). После его смерти появились: «Мнение об эстляндских делах» («Русский Архив», 1885, № 4) и «Очерк действий мирового посредника Харьковской губернии, Изюмского уезда, 2-го участка» («Русская Мысль», 1885, кн. 9).
Розен также составил собрание стихотворений А. И. Одоевского.

## Галерея портретов

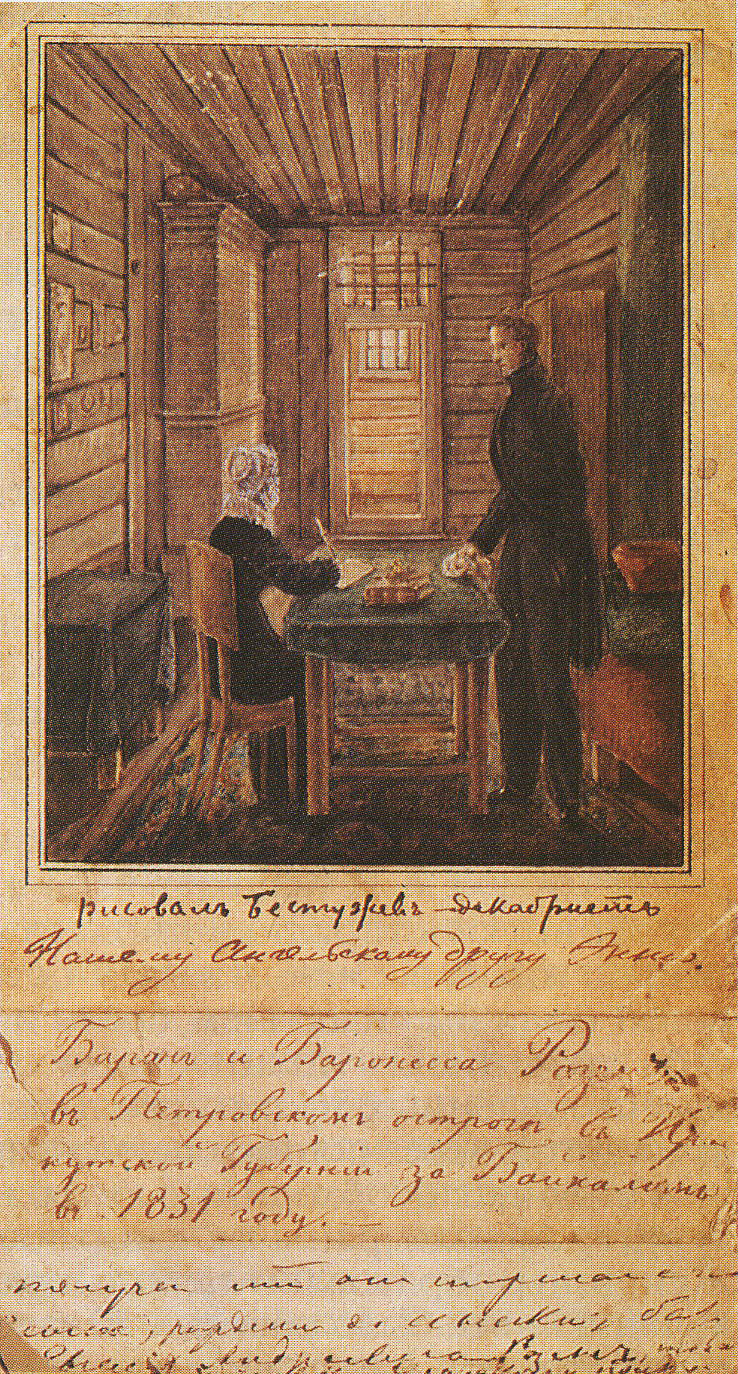
Розен с женой в камере Петровской тюрьмы. Рисунок Н. Бестужева, 1830
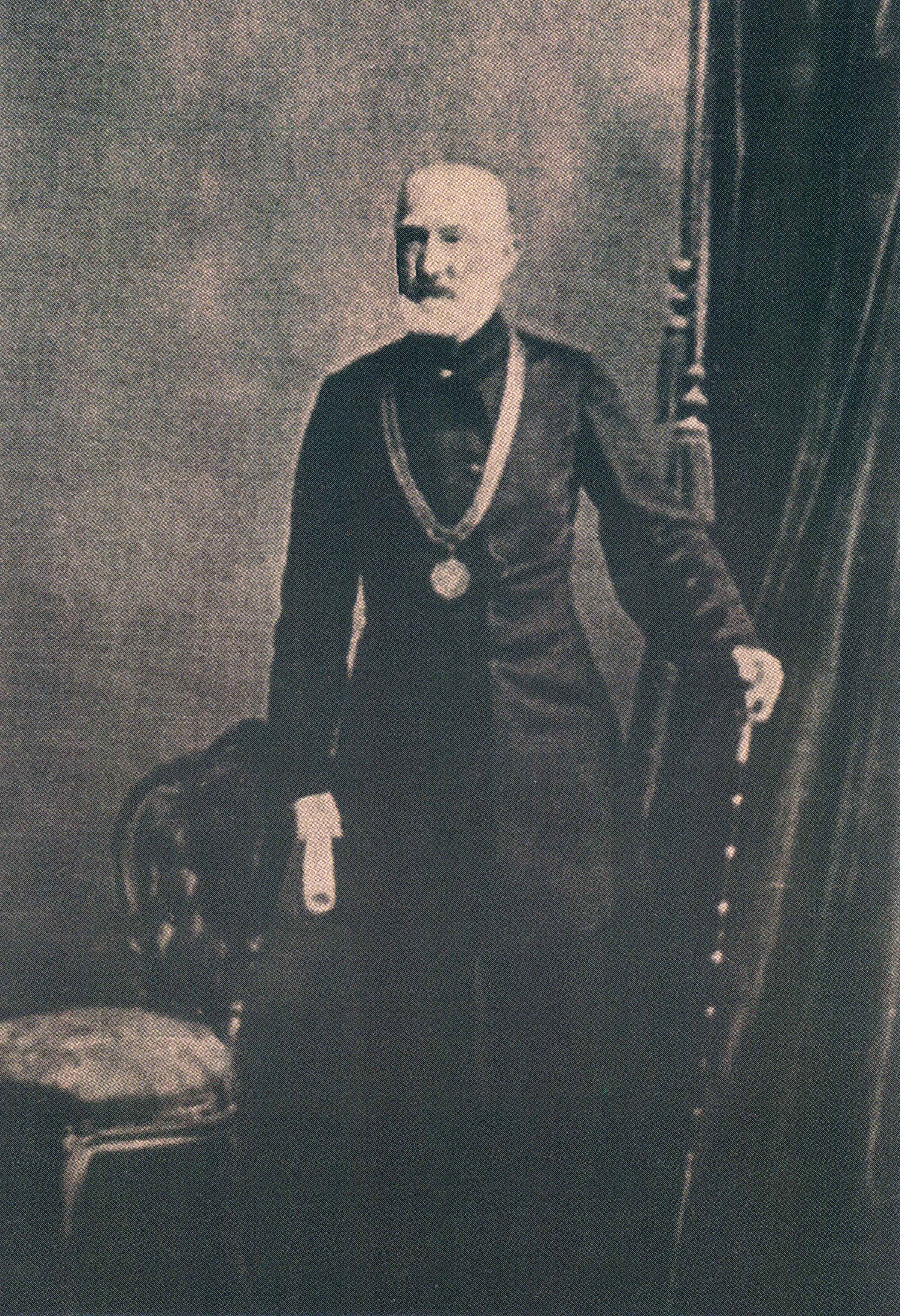
Розен в Харькове в 1860-х годах.. Фотопортрет В. Досекина